# 元延明
元 延明（げん えんめい、484年 - 530年）は、北魏の皇族。安豊文宣王。

## 経歴
安豊王拓跋猛の子として生まれた。安豊王の爵位を嗣いだ。宣武帝のとき、太中大夫の位を受けた。延昌初年、飢饉が起こると、延明は家財を供出して救恤にあたった。孝明帝の初年、豫州刺史となり、治績をあげて、給事黄門侍郎に累進した。侍中に転じ、命を受けて崔光とともに服制の制定にあたった。後に尚書右僕射を兼ねた。博識多聞を買われて、金石の事務を監督するよう命じられた。
525年（孝昌元年）、元法僧が北魏に叛くと、延明は東道行台・徐州大都督となり、臨淮王元彧や尚書の李憲らとともに元法僧を討った。南朝梁の豫章王蕭綜が徐州で北魏に降ると、延明は軍を率いて蕭綜を迎え、宿預までいたって帰還した。都督・徐州刺史に転じた。
孝荘帝のとき、尚書令・大司馬を兼ねた。529年（永安2年）、元顥が洛陽に入ると、延明は元顥について河橋を守備した。元顥が敗れると、延明は妻子を連れて南朝梁に亡命した。530年（中大通2年）3月10日、建康で死去した。享年は47。孝荘帝の末年、遺体を北魏に返還された。孝武帝の初年、太保の位を追贈された。諡は文宣といった。

## 人物
- 延明は群書に広く通じ、文才があり、1万巻あまりの書籍を蒐集した。清廉堅実な性格で、産業を営まなかった。中山王元熙や臨淮王元彧らとともに学問の才能で世に知られた。
- 延明の著作した詩・賦・讃・頌・銘・誄は300篇あまりに及んだ。『五経宗略』・『詩礼別義』を撰し、『帝王世紀』や『列仙伝』に注釈した。
- 河間の信都芳が算術に優れていると知ると、館に召しかかえた。信都芳とともに『古今楽事』『九章』の12図を撰した。また『器準』9篇を編集し、信都芳がこれに別注をつけた。

## 伝記資料
- 『魏書』巻20 列伝第8
- 『北史』巻19 列伝第7
- 魏故侍中太保特進使持節都督雍華岐三州諸軍事大将軍雍州刺史安豊王墓誌銘（元延明墓誌）